# Brandon Baiye
Brandon Baiye, né le 27 décembre 2000 à Mamfé au Cameroun, est un footballeur belge, d'origine camerounaise, qui joue au poste de milieu de terrain à l'Erzurumspor FK.

## Biographie

### En club
Brandon Baiye est notamment formé par le Germinal Beerschot avant de poursuivre sa formation au Club Bruges KV. C'est avec ce club qu'il fait ses débuts en professionnel, jouant son premier et unique match le 29 juillet 2018, lors d'une rencontre de championnat face à la KAS Eupen. Remplaçant ce jour-là, il entre à la 56e minute de jeu à la place de Mats Rits. Son équipe s'impose sur le score de cinq buts à deux.
Ne parvenant pas à s'imposer au sein de l'effectif brugeois, Baiye s'engage pour trois ans au Clermont Foot 63 le 2 septembre 2019. Se cantonnant principalement à des matchs avec l'équipe réserve du club français en National 3, il est prêté à l'Austria Lustenau en deuxième division autrichienne. Avec l'Austria, il devient champion de 2.Liga lors de la saison 2021-2022.
De retour de prêt d'Autriche, le milieu de terrain joue sa première rencontre avec Clermont le 6 août 2022 contre le Paris Saint-Germain. Le Belge entre à la 85e minute, remplaçant Maxime Gonalons. Les Clermontois s'inclinent lourdement cinq buts à zéro.
Le 23 janvier 2023, il s'engage à la KAS Eupen jusqu'en juin 2025. Quatre jours plus tard, il fait ses débuts, en championnat, avec le club germanophone contre le Standard de Liège. Titulaire, il est remplacé à la 54e minute par Konan N'Dri. Eupen s'incline trois buts à un. Le joueur inscrit son premier but avec Eupen le 10 février 2023 face au KV Malines. Son équipe s'impose deux buts à un.
Lors du mercato estival 2025, Brandon Baiye quitte Eupen pour rejoindre l'Erzurumspor FK en Turquie.

## Statistiques

### En club
| Saison                | Club                    | Championnat           | Championnat | Championnat | Championnat | Coupe(s) nationale(s) | Coupe(s) nationale(s) | Coupe(s) nationale(s) | Supercoupe | Supercoupe | Supercoupe | Autres compétitions | Autres compétitions | Autres compétitions | Autres compétitions | Total | Total | Total |
| Saison                | Club                    | Division              | M.          | B.          | P.d.        | M.                    | B.                    | P.d.                  | M.         | B.         | P.d.       | Comp.               | M.                  | B.                  | P.d.                | M.    | B.    | P.d.  |
| 2018-2019             | Club Bruges KV          | Division 1A           | 1           | 0           | 0           | -                     | -                     | -                     | 1          | 0          | 0          | PO1                 | -                   | -                   | -                   | 2     | 0     | 0     |
| 2019-2020             | Clermont Foot 63 rés.   | National 3            | 13          | 0           | 0           | -                     | -                     | -                     | -          | -          | -          | -                   | -                   | -                   | -                   | 13    | 0     | 0     |
| 2022-2023             | Clermont Foot 63 rés.   | National 3            | 1           | 1           | 0           | -                     | -                     | -                     | -          | -          | -          | -                   | -                   | -                   | -                   | 1     | 1     | 0     |
| Sous-total            | Sous-total              | Sous-total            | 14          | 1           | 0           | -                     | -                     | -                     | -          | -          | -          | -                   | -                   | -                   | -                   | 14    | 1     | 0     |
| 2020-2021             | Austria Lustenau (prêt) | 2. Liga               | 28          | 4           | 5           | 1                     | 0                     | 0                     | -          | -          | -          | -                   | -                   | -                   | -                   | 29    | 4     | 5     |
| 2021-2022             | Austria Lustenau (prêt) | 2. Liga               | 24          | 2           | 6           | 1                     | 0                     | 0                     | -          | -          | -          | -                   | -                   | -                   | -                   | 25    | 2     | 6     |
| Sous-total            | Sous-total              | Sous-total            | 52          | 6           | 11          | 2                     | 0                     | 0                     | -          | -          | -          | -                   | -                   | -                   | -                   | 54    | 6     | 11    |
| 2022-2023             | Clermont Foot 63        | Ligue 2               | 7           | 0           | 0           | 1                     | 0                     | 0                     | -          | -          | -          | -                   | -                   | -                   | -                   | 8     | 0     | 0     |
| 2022-2023             | KAS Eupen               | Division 1A           | 8           | 1           | 0           | -                     | -                     | -                     | -          | -          | -          | -                   | -                   | -                   | -                   | 8     | 1     | 0     |
| 2023-2024             | KAS Eupen               | Division 1A           | 28          | 1           | 0           | 1                     | 0                     | 0                     | -          | -          | -          | PO3                 | 6                   | 0                   | 0                   | 35    | 1     | 0     |
| 2024-2025             | KAS Eupen               | Division 1B           | 22          | 0           | 0           | 2                     | 0                     | 0                     | -          | -          | -          | -                   | -                   | -                   | -                   | 24    | 0     | 0     |
| Sous-total            | Sous-total              | Sous-total            | 58          | 2           | 0           | 3                     | 0                     | 0                     | -          | -          | -          | -                   | 6                   | 0                   | 0                   | 67    | 2     | 0     |
| 2025-2026             | Erzurumspor FK          | 1.Lig                 | 1           | 0           | 0           | -                     | -                     | -                     | -          | -          | -          | -                   | -                   | -                   | -                   | 1     | 0     | 0     |
| Total sur la carrière | Total sur la carrière   | Total sur la carrière | 133         | 9           | 11          | 6                     | 0                     | 0                     | 1          | 0          | 0          | -                   | 6                   | 0                   | 0                   | 146   | 9     | 11    |

## Palmarès

### En club
|  |  | Club Bruges KV - Supercoupe de Belgique (1) : - Vainqueur : 2018. |  | Austria Lustenau - Championnat d'Autriche de deuxième division (1) : - Champion : 2022. |